# Erna Bürger

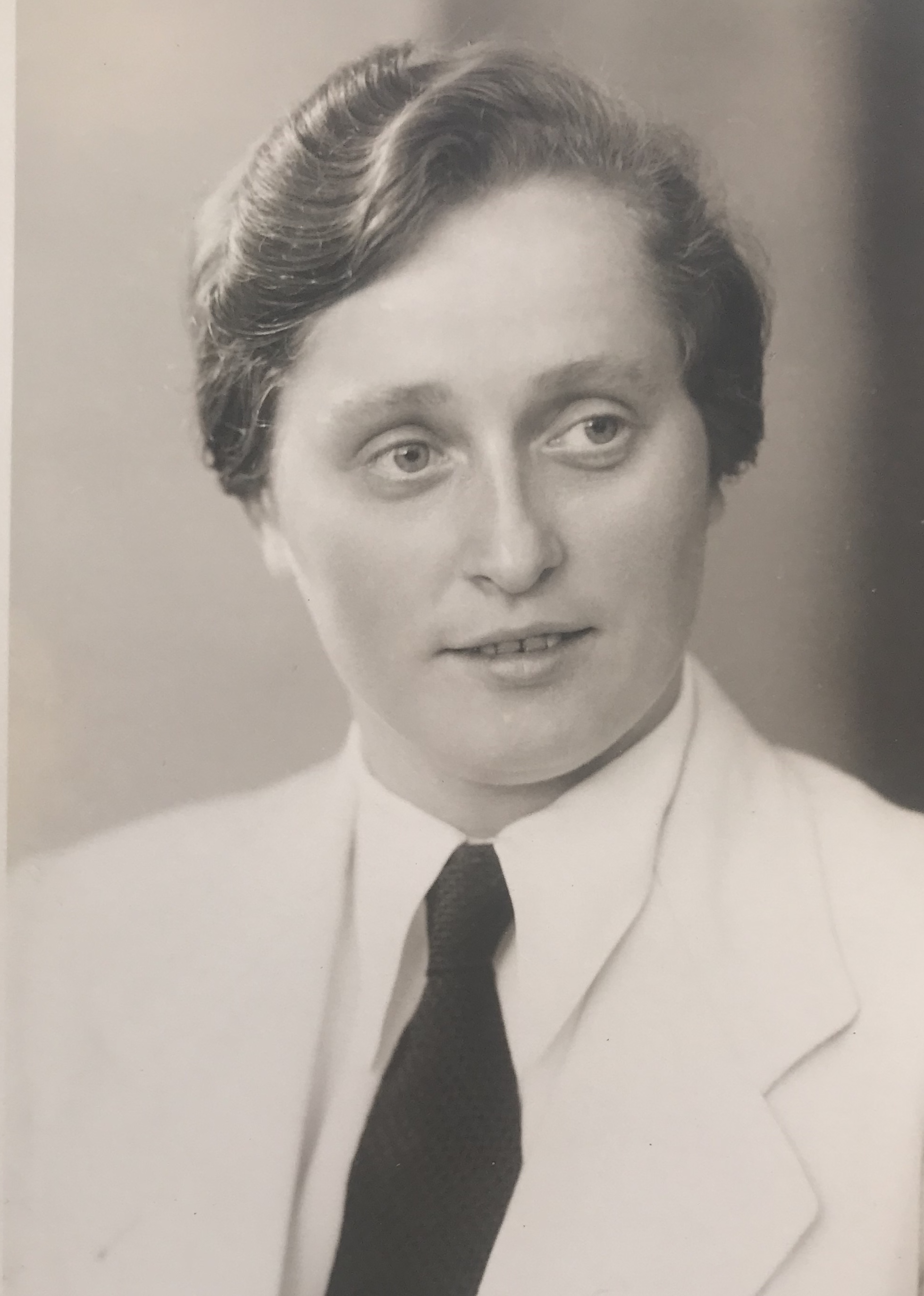
Erna Bürger

Erna Bürger (* 26. Juli 1909 in Eberswalde; † 21. Juni 1958 in Düsseldorf) war eine deutsche Kunstturnerin und Olympiasiegerin.
Erna Bürger startete für den MTV Eberswalde 1860. Bei den Olympischen Spielen 1936 fand nach 1928 zum zweiten Mal ein Olympischer Mannschaftswettbewerb für Turnerinnen statt. Erna Bürger belegte in der Punktwertung den zweiten Platz hinter Gertrud Meyer. Mit der deutschen Mannschaft in der Besetzung Gertrud Meyer, Erna Bürger, Käthe Sohnemann, Isolde Frölian, Anita Bärwirth, Paula Pöhlsen sowie Friedl Iby und Julie Schmitt gewann sie die Goldmedaille mit drei Punkten Vorsprung vor der Mannschaft aus der Tschechoslowakei. Sie erturnte die zweitbeste Wertung hinter Gertrud Meyer, Einzelmedaillen wurden jedoch noch nicht vergeben.